# 库尔特·舒马赫 (雕塑家)
库尔特·舒马赫（Kurt Schumacher，1905年5月6日—1942年12月22日）是一位德国雕塑家，也是共产党员，曾加入红色交响乐队。他的妻子是伊丽莎白·舒马赫。
1942年9月12日，盖世太保在抓捕舒马赫时摧毁了他在柏林的工作室，他的大量艺术作品也都被毁。
1942年12月19日，舒马赫被军事法庭判处死刑。3天后，12月22日，他在普勒岑湖监狱被绞死，45分钟后，他的妻子也被处决。